# Guy Helminger

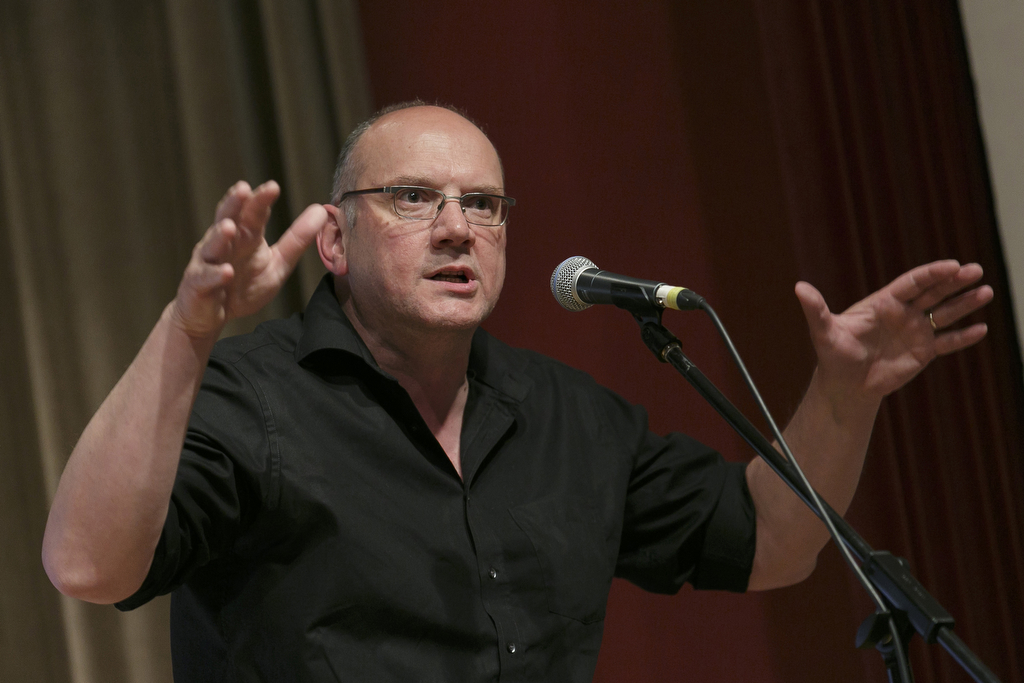
Guy Helminger

Guy Helminger (* 20. Januar 1963 in Esch-sur-Alzette, Luxemburg) ist ein luxemburgischer Schriftsteller, der vornehmlich auf Deutsch schreibt.

## Leben
Helminger studierte Germanistik und Philosophie in Luxemburg, Heidelberg und Köln. Er arbeitete als Barkeeper, Schauspieler, Regieassistent und 3D-Grafiker. Seit 1985 lebt und arbeitet Helminger in Köln. Seit 2007 ist er Mitglied im PEN-Zentrum Deutschland und gehörte 2022 zu den Mitgründern des PEN Berlin.
Als Autor ist er zunächst vor allem mit Lyrik, Theaterstücken und Hörspielen hervorgetreten. 2001 veröffentlichte er einen ersten Kurzprosaband (Rost). 2004 wurde er beim Ingeborg-Bachmann-Wettbewerb für seine Erzählung Pelargonien mit dem 3sat-Preis ausgezeichnet. Ein weiterer Erzählband (Etwas fehlt immer) erschien im August 2005 bei Suhrkamp.
2006 war Guy Helminger Stadtschreiber in Hyderabad (Indien). Von Februar bis März 2007 reiste Helminger im Rahmen des vom Auswärtigen Amt geförderten Projektes West-östlicher Diwan nach Teheran. Über seinen Aufenthalt dort bloggte er für die Deutsche Welle. Seine Aufzeichnungen aus dem Iran erschienen 2018 unter dem Titel „Die Allee der Zähne“.
2009 war er author in residence im Deutschen Haus in Sanaa (Jemen). 2015 reiste er im Rahmen des Rhine-South-Africa-Fellowship nach Südafrika und bloggte für die Sylt Foundation. 2017 nahm er in Myanmar am Projekt „Trauma and Reconciliation“ teil und 2018 am „Gong laut Festival“ auf Bali, das die ökologischen Probleme der Insel in den Mittelpunkt stellte.
Im Frühjahr 2007 erschien eine Neuauflage seines Roman-Erstlings Die Ruhe der Schlammkröte, kommentiert von Manuel Andrack, bei Kiepenheuer & Witsch. Im Herbst 2007 folgte bei Suhrkamp der Roman Morgen war schon. 2010 erschien bei Eichborn der Roman Neubrasilien über Luxemburger Bauern, die sich 1828 als Auswanderer nach Brasilien aufmachen, verknüpft mit der Geschichte von Migranten aus Montenegro am Ende des 20. Jahrhunderts. Die Lombardi-Affäre publizierte der Autor 2020, ein Roman, der sich mit dem Verhältnis zwischen Politik und zeitgenössischer Kunst auseinandersetzt sowie nach dem Link zwischen Wirklichkeit und erzählter Realität fragt. 2021 erschien der Roman Lärm. Darin rekonstruiert Helminger das Leben eines Psychotherapeuten, der verschwunden ist und von dem angenommen wird, dass er ein politisches Attentat plant. Aus verschiedenen Perspektiven wird seine vermeintliche Radikalisierung angesichts der politischen Entwicklungen der letzten Jahrzehnten beleuchtet. 
Auch in seinen Theaterstücken widmet sich Helminger gesellschaftspolitischen Themen. In Venezuela versuchen Jugendliche aus prekären Verhältnissen ihr Leben zu gestalten, indem sie die Utopie eines fremden Landes entwerfen. Mit Performance und der Komödie Guten Morgen, Ihr Völker widmet sich der Autor den negativen Folgen eines neoliberalen Wirtschaftssystems. Jockey hat die Entwicklung zwischenmenschlicher Beziehungen angesichts von Dating-Plattformen zum Thema. Madame Köpenick erzählt zum einen die Geschichte des Hauptmann von Köpenick und seiner Vermieterin Emilie Blum in Luxemburg, wo der Hauptmann von 1909 bis zu seinem Tod 1922 lebte. Zum andern wird diese Zeit mit der Gegenwart verlinkt und die Parallelen werden aufgezeigt. Vor allem das Aufkommen der Emanzipation spielt eine tragende Rolle. Zudem ist Madame Köpenick ein Stück im Stück, verkörpern die Schauspieler doch nicht nur die historischen Figuren, sondern auch die Schauspieler, die diese Rollen spielen. Helminger ist auch Titelgeber des 2007 erschienenen Bestsellers Wer bin ich – und wenn ja, wie viele? von Richard David Precht.
Von 2010 bis 2012 moderierte Guy Helminger die Sendung Kultur und von 2012 bis 2017 die Sendung DNA bei RTL Luxemburg. In Köln moderiert er seit 2006 (zusammen mit Navid Kermani) den Literarischen Salon und andere Veranstaltungen des Literaturhauses.
Im Jahr 2012 hatte Guy Helminger die Poetik-Dozentur an der Universität Duisburg-Essen inne. Seine Vorlesungen erschienen unter dem Titel Guy Helminger. Ein Sprachanatom bei der Arbeit. zusammen mit Essays zu seinem Werk.
2022 war er für den Lyrikpreis Meran nominiert, den er schließlich auch gewann.
Sein älterer Bruder Nico Helminger ist ebenfalls Schriftsteller.

## Auszeichnungen (Auswahl)
- 2002: Förderpreis für Jugend-Theater des Landes Baden-Württemberg
- 2002: Prix Servais
- 2004: 3sat-Preis beim Ingeborg-Bachmann-Wettbewerb
- 2006: Stadtschreiber in Hyderabad (Indien)
- 2006: Prix du mérite culturel de la ville d'Esch-sur-Alzette
- 2015: Postpoetry NRW
- 2016: Dresdner Lyrikpreis (zusammen mit Simona Rackova)
- 2020: Hans-Bernhard-Schiff-Literaturpreis
- 2020: Gustav-Regler-Preis
- 2021: Atelier Galata, Stipendienprogramm der Stadt Köln[12]
- 2022: Prix Servais
- 2022: Lyrikpreis Meran
- 2022: Verdienstkreuz des Großherzogtums Luxemburg
- 2023: Luxemburger Theaterpreis in der Kategorie „Konzept, Text und Regie“ für „Madame Köpenick“

## Werke (Auswahl)
- Das Geräusch der Stillleben. Erzählungen; capybarabooks, Luxemburg 2023, ISBN 978-99959-43-53-0
- Die schwere Naht der Flüsse. Aufzeichnungen und Fotos aus Brasilien, ISBN          978-99959-43-45-5
- Lärm, Roman; capybarabooks, Luxemburg 2021, ISBN          978-99959-43-41-7
- Madame Köpenick, Theater, UA: Kasemattentheater, Luxemburg 2022; capybarabooks, Luxemburg 2022, ISBN          978-99959-43-42-4
- Die Lombardi-Affäre, Roman; capybarabooks, Luxemburg 2020, ISBN          978-99959-43-32-5
- Neubrasilien, überarbeitete Neuausgabe, Roman; capybarabooks, Luxemburg 2020, ISBN          978-99959-43-26-4
- Wie ein König., Theater, UA: Kinneksbond, Mamer 2020.
- Die Lehmbauten des Lichts. Aufzeichnungen und Fotos aus dem Jemen.; Capybarabooks, Luxemburg 2019, ISBN 978-99959-43-24-0.
- Jockey., Theater, UA: Kasemattentheater, Luxembourg 2019. Capybarabooks, Luxemburg 2019, ISBN 978-99959-43-21-9.
- Die Tagebücher der Tannen., Gedichte; Edition Rugerup, Berlin 2018, ISBN 978-3942955775.
- Die Allee der Zähne. Aufzeichnungen und Fotos aus Iran; Capybarabooks, Luxemburg 2018, ISBN 978-9995943172.
- Nördlich der Ferne. Limitierte Auflage mit handgedruckten Serigraphien von Robert Brandy, Gedichte; Redfoxpress, Achill Island 2017.
- Guten Morgen, Ihr Völker, Theater, UA: Kasemattentheater, Luxembourg 2017
- Performance, Theater, UA: Théâtre du Centaure, Luxembourg 2016
- Rost. Kurzgeschichten.  Neuausgabe. Capybarabooks, Luxemburg 2016, ISBN 978-9995943073,
  - enthält unter anderem Die Bahnfahrt.
- Venezuela. Drei Stücke, Theater; Capybarabooks, Luxemburg 2015, ISBN 978-99959-43-04-2.
- Das Leben hält bis zuletzt Überraschungen bereit, Theater, UA: Grand Théâtre de Luxembourg 2011
- Libellenterz, Gesammelte Gedichte; éditions phi, Differdange 2010, ISBN 978-2-87962-284-2.
- Neubrasilien, Roman; Eichborn Verlag, Frankfurt am Main 2010, ISBN 978-3-8218-6132-6.
- Eine Tasse für Nofretete Nilpferd. Kinderbuch. Illustriert von Manuela Olten.  Bloomsbury, Berlin 2010, ISBN 978-3-8270-5353-4.
- Morgen war schon. Roman. Suhrkamp, Frankfurt a. M. 2007, ISBN 978-3-518-41918-2.
- Die Ruhe der Schlammkröte. Roman. Wiederentdeckt, herausgegeben und mit Anmerkungen versehen von Manuel Andrack. Kiepenheuer & Witsch, Köln 2007, ISBN 3462037846.
- Etwas fehlt immer. Erzählungen. Suhrkamp, Frankfurt a. M. 2005, ISBN 3518417088.
- Venezuela. Theaterstück.  Oberon Books, London 2003, ISBN 1840023651. (dt.: éditions phi, Esch-sur-Alzette 2004, ISBN 2879621798.)
- Ver-wanderung. Gedichte. éditions phi, Esch-sur-Alzette 2002, ISBN 3888652154.
- Rost. Kurzgeschichten.  éditions phi, Echternach 2001, ISBN 3888652022,
  - enthält unter anderem Die Bahnfahrt.
- Leib eigener Leib. Gedichte. éditions phi, Echternach 2000, ISBN 388865193X.
- Entfernungen (in Zellophan). Gedichte.  éditions phi, Echternach 1998, ISBN 3888651662.
- Die Ruhe der Schlammkröte. Roman. (Eigenverlag) Köln 1994.
- Die Gegenwartsspringer. Gedichte. Verlag am Schluechthaus, Esch-sur-Alzette 1986.

## Hörspiele
- 1999: Habicht (SR)
- 1999: Morgen ist Regen (WDR)
- 2001: Fünf Sekunden Leben (WDR)
- 2002: Wasser (WDR)
- 2002: Nachbarn (HR)
- 2002: Fluggeräte (WDR)
- 2005: Rekonstruktion Kresch (WDR)[13]
- 2010: Frau Gantner (WDR)[14]
- 2011: Fischsuppe (WDR)